# Ngong Ping 360
Le Ngong Ping 360 est un remontée mécanique de type téléphérique 2S permettant de monter sur le plateau de Ngong Ping et d'accéder ainsi au site du Grand Bouddha et du monastère Po Lin sur l’île de Lantau à Hong Kong en Chine. Il est mis en service depuis le 18 septembre 2006.

## Histoire

### Conception
À la suite d'une étude de faisabilité, le gouvernement de Hong Kong lança une invitation en 2000 afin de proposer un projet d'opération, de gestion et de maintenance d'un système de téléphérique reliant Tung Chung et Ngong Ping sur l’île de Lantau. La Commission Tourisme déclara que l'objectif du projet était d'augmenter le choix des attractions touristiques pour les visiteurs afin d'améliorer la position de Hong Kong en tant que destination touristique leader de la région.
Dans l'objectif de survoler la baie de Tung Chung et limiter un maximum l'implantation au sol pour réduire l'impact environnemental, il était nécessaire de sélectionner une remontée mécaniques permettant de fonctionner avec de longues portées entre les pylônes. C'est pour cette raison que fut choisie la technologie du téléphérique 2S qui en plus de respecter ces critères, offre une bien meilleure capacité qu'un téléphérique à va-et-vient. La construction de l'appareil est confiée à la société italienne de transport par câble : Leitner SpA.

### Construction et ouverture
Le chantier du téléphérique débuta en février 2004, mais les aléas climatiques liés au brouillard et à la mousson vont provoquer un retard important sur la construction. De plus, la nature du terrain souvent instable va entraîner des difficultés pour l'installation des pylônes. Enfin, le chantier périlleux s'achève en 2006 et le Ngong Ping 360 est inauguré le 18 septembre de cette même année.

## Ligne

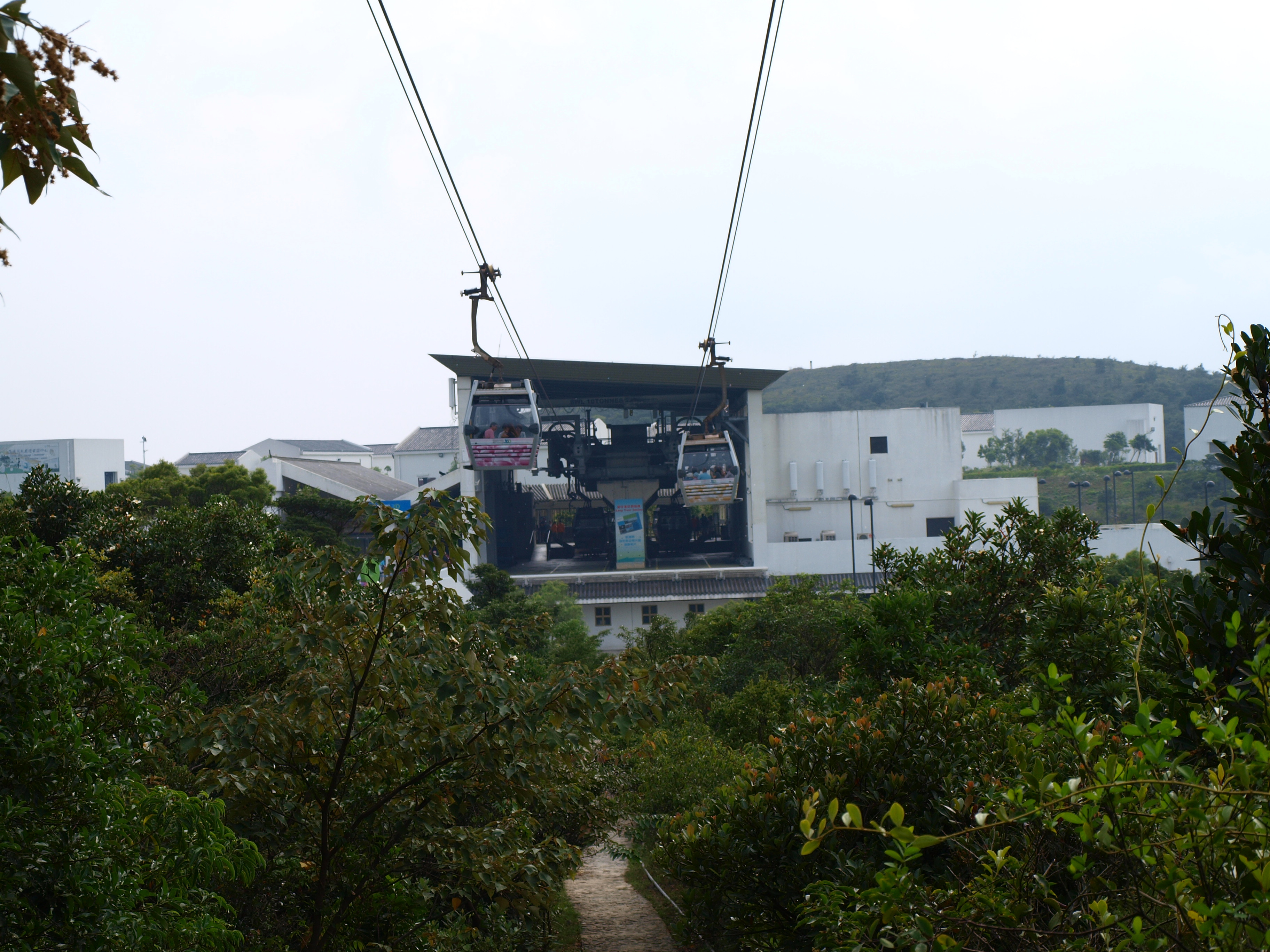
Cables du terminal de Ngong Ping.

Le téléphérique propose un trajet dans les airs d'une durée de 24 minutes au lieu d'une heure de voyage en empruntant la Tung Chung Road, ce qui permet aux visiteurs de glisser à travers la baie de Tung Chung pour se situer en haut de l'île de Lantau en direction du plateau de Ngong Ping.

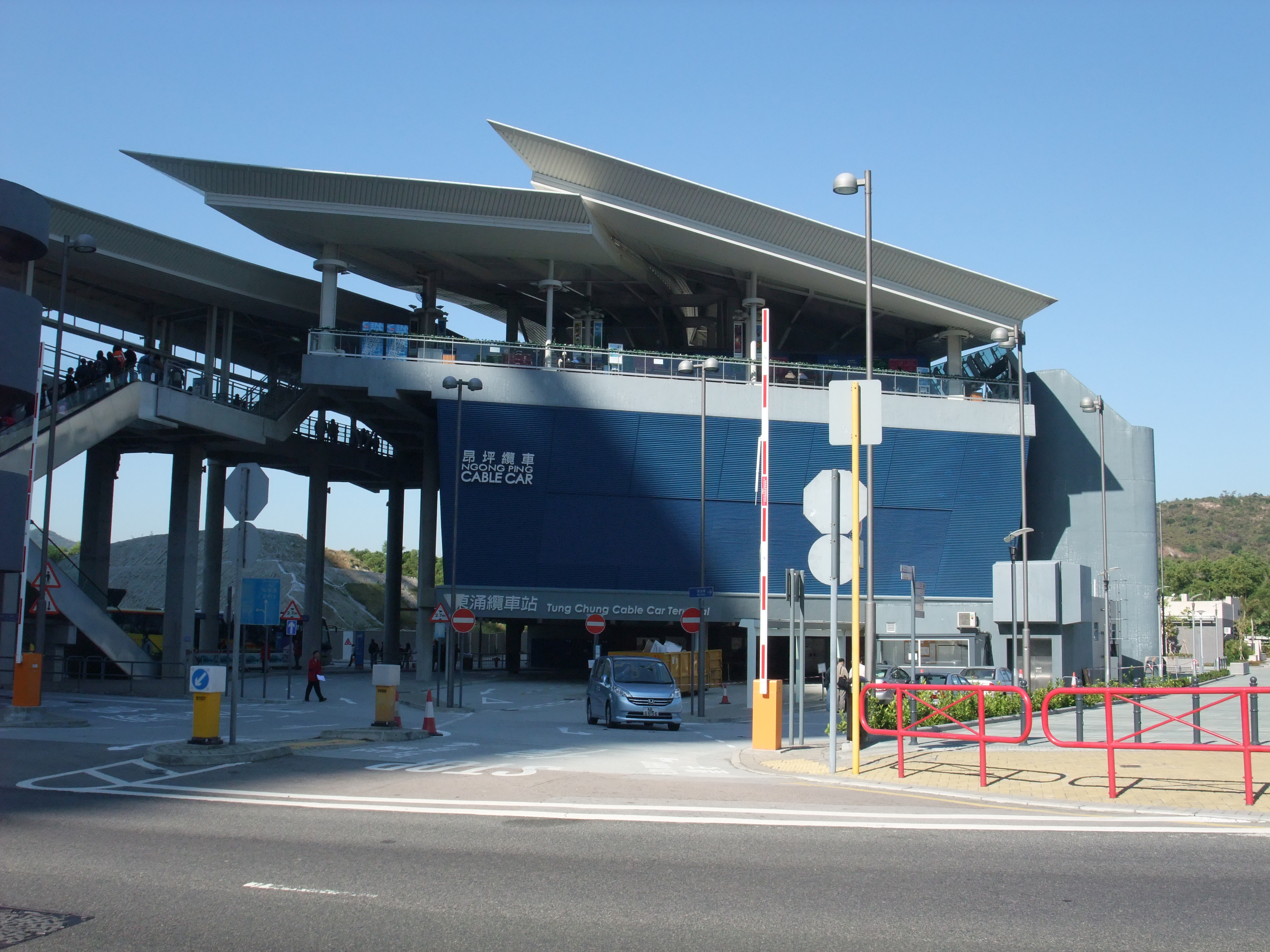
Terminal Tung Chung.

La ligne du téléphérique présente une longueur totale de 5785 mètres ainsi qu'une dénivelé de 539 mètres. Elle dispose au total de 4 stations mais les deux stations intermédiaires servent uniquement à la déviation de la ligne, les passagers ne peuvent pas y descendre (les portes des cabines ne s'ouvrent pas) et sont obligés de parcourir la ligne dans son intégralité.
Le téléphérique démarre à partir du terminal Tung Chung situé à 21 mètres, il assure la correspondance avec le terminus de la ligne Tung Chung du métro de Hong-Kong en provenance du centre-ville. La ligne parcours d'abord un court tronçon de 610 mètres en traversant un bras de mer jusqu'à la première station de déviation. Cette station est située à 32 mètres sur l'île artificielle de l'aéroport de Hong-Kong, où les cabines effectuent un angle de 60 degrés. Le tronçon suivant est le plus long avec une longueur d'environ 3500 mètres et présente une longue portée de plus de 1500 mètres entre deux pylônes, la ligne survole la baie de Tung Chung puis les forêts montagneuses du parc national de Lantau jusqu'à la seconde station de déviation. La station est située au point culminant de la ligne à 560 mètres d'altitude où les cabines effectuent un angle de 20 degrés. Enfin sur le dernier tronçon long d'environ 1600 mètres, la ligne du téléphérique redescend jusqu'à la station d'arrivée Ngong Ping. Cette dernière est située à 438 mètres d'altitude au niveau du village de Ngong Ping. D'ici, les visiteurs peuvent ainsi facilement accéder au Grand Bouddha.
Durant ce voyage d'une durée de 24 minutes, les voyageurs peuvent avoir une vue panoramique sur le North Lantau Country Park, la mer de Chine méridionale, l'aéroport international de Hong Kong, la vallée de Tung Chung, le plateau de Ngong Ping Plateaus. Lorsque les visiteurs s'approchent de Ngong Ping, ils peuvent voir le Grand Bouddha et le monastère Po Lin.